# Hymns for the Broken
Hymns for the Broken är det nionde studioalbumet av det svenska progressiva metal-bandet Evergrey. Albumet utgavs 2014 av det tyska skivbolaget AFM Records. En digipak-utgåva innehåller en extra CD med tre pianobaserade bonusspår.

## Låtlista
1. "The Awakening" – 1:42
2. "King of Errors" – 5:42
3. "A New Dawn" – 4:37
4. "Wake a Change" – 4:50
5. "Archaic Rage" – 6:28
6. "Barricades" – 4:59
7. "Black Undertow" – 5:03
8. "The Fire" – 4:12
9. "Hymns for the Broken" – 4:58
10. "Missing You" – 3:27
11. "The Grand Collapse" – 7:48
12. "The Aftermath" – 7:27

Total speltid: 01:01:13
Bonusspår på Digipak-utgåvan
1. "Hymns for the Broken (Piano Version)" – 4:39
2. "Barricades (Piano Version)" – 3:31
3. "These Scars (Piano Version)" – 4:55

Total speltid: 13:05

## Medverkande
Musiker (Evergrey-medlemmar)
- Tom S. Englund – gitarr, sång
- Rikard Zander – keyboard
- Johan Niemann – basgitarr
- Henrik Danhage	– gitarr
- Jonas Ekdahl – trummor

Bidragande musiker
- Carina Englund – sång (bonusspåren på digipak-utgåvan)
- Felicia Grundell, Fredrik Skoglund, Klara Hanehöj, Salina Englund, Chris Roy – kör
- Mina Giannopoulou – berättare

Produktion
- Tom S. Englund – producent
- Jacob Hansen – producent, ljudmix, mastering
- Arnold Lindberg – ljudtekniker
- Gaspare Frazzitta – omslagsdesign
- Marcus Körling – omslagskonst
- Patric Ullaeus – foto